# Корхаан намібійський
Корхаан намібійський (Eupodotis rueppellii) — вид птахів родини дрохвових (Otididae).

## Назва
Вид названо на честь німецького натураліста Едуарда Рюпеля (1794—1884).

## Поширення
Вид поширений у напівпосушливих регіонах на заході Намібії та південному заході Анголи.

## Опис
Дрохва середнього розміру, завдовжки близько 60 см. Голова та шия синювато-сірі. Потилиця і верхня частина шиї світло-бежеві. Дзьоб сірий. На ділянці голови та шиї виділяється кілька темних ліній. Більш-менш суцільна чорна брова зазвичай простягається від дзьоба до потилиці. Чорна смуга йде від горла до верхньої частини грудей, а інша спускається від потилиці до спини. Верхня частина тіла коричнева, живіт і груди кремового кольору. Ноги жовтуваті.

## Спосіб життя
Трапляється парами або сімейними групами з 3-5 птахів. Живиться комахами, дрібними хребетними, ягодами, квітами, травами. Корхаан намібійський є моногамним птахом і пара зберігається протягом усього життя. Гніздовий період триває з вересня по лютий. Гніздо має вигляд невеликої ямки у землі під кущем або купкою трави. У кладці одне-три яйця рожевого кольору.

## Підвиди
- E. r. rueppelii (Wahlberg, 1856)
- E. r. fitzsimonsi (Roberts, 1937)